# HD 76700 b
HD 76700 b (بالإنجليزية: HD 76700 b)‏ الذي يرمز له بالرمز HD 76700b، هو كوكب خارج المجموعة الشمسية، في كوكبة السمكة الطائرة، يتبع HD 76700 ‏.

## الاكتشاف
اكتشف في 5 يوليو 2002، وكانت طريقة الاكتشاف Doppler spectroscopy.